# 石塚裕惺
石塚 裕惺（いしづか ゆうせい、2006年4月6日 - ）は、千葉県八千代市出身のプロ野球選手（内野手）。右投右打。読売ジャイアンツ所属。

## 経歴

### プロ入り前
幼稚園年長時からクラブチームの勝田ハニーズで野球を始め、八千代市立村上東小学校6年生時には千葉ロッテマリーンズジュニアに選出された。八千代市立村上東中学校在学時は硬式野球のクラブチームである佐倉シニアでプレーし、全国大会に出場した。
花咲徳栄高等学校に進学し、1年秋から三塁手のレギュラーに定着。2年春から遊撃手を務めた。3年夏の第106回全国高等学校野球選手権大会に出場し、新潟産業大附との初戦で1安打を記録したが、試合は敗れた。その後行われたBFA U-18アジア選手権大会の日本代表に選出され、4番打者を務めた。高校通算26本塁打。
2024年10月24日、ドラフト会議にて、読売ジャイアンツと埼玉西武ライオンズから外れ1位指名を受け、抽選の結果、巨人が交渉権を獲得した。11月17日、契約金8500万円、出来高2000万円、年俸1200万円で仮契約を結んだ（金額は推定）。背番号は23。担当スカウトは大場豊千。

### 巨人時代
2025年、3月9日の二軍練習試合での打席でファウルを打った際に左手を痛めた。同月11日に左有鈎骨鈎骨折と診断され、同月13日に左手有鈎骨鈎骨切除術を受けた。5月20日の東北楽天ゴールデンイーグルスとの二軍戦で公式戦デビューを果たした。

## 人物
家族の影響もあり、幼少期から巨人ファンで憧れの選手は坂本勇人。

## 詳細情報

### 背番号
- 23（2025年[2] - ）

### 代表歴
- 2024年 第13回 BFA U-18アジア選手権大会 日本代表